# Lothar Schultes
Lothar Schultes (* 1955 in Mistelbach, Niederösterreich) ist ein österreichischer Kunsthistoriker und Künstler.

## Leben
Lothar Schultes maturierte am Gymnasium in St. Pölten und studierte anschließend Bildhauerei in der Meisterklasse Wander Bertoni an der Hochschule für angewandte Kunst Wien sowie Kunstgeschichte und Archäologie an der Universität Wien, wo er 1979–81 auch Studienassistent war. 1982 promovierte er bei Gerhard Schmidt über das Thema: Der Anteil Österreichs an der Entwicklung der Plastik des Schönen Stils.
1983/84 arbeitete er an der Österreichischen Galerie Belvedere. Anschließend war er Lehrer an der Höheren Graphischen Bundes-Lehr- und Versuchsanstalt in Wien. Seit 1985 wirkte er am Oberösterreichischen Landesmuseum in Linz. Hier leitete er bis 2020 die Sammlung Kunstgeschichte und die Sammlung Kunstgewerbe. 1989/90 und 2005/06 lehrte er an der Universität Graz. Von 1995 bis 2002 hatte er einen Lehrauftrag für Kunstgeschichte des Mittelalters an der Kunstuniversität Linz.
Lothar Schultes konzipierte viele Ausstellungen und verfasste zahlreiche Publikationen zur Kunst vom Mittelalter bis zum frühen 20. Jahrhundert. 2002 leitete er das landesweite Projekt Gotik Schätze Oberösterreich. Er ist Mitarbeiter an der Geschichte der bildenden Kunst in Österreich, am Dictionary of Art, am Allgemeinen Künstlerlexikon, am Österreichischen Biographischen Lexikon und am Oberösterreich-Archiv. Anlässlich des Kulturhauptstadt-Jahres kuratierte er in Vilnius und im Linzer Schlossmuseum die Ausstellung Sehnsucht Natur. Landschaften Europas. Letzte Ausstellung: Johann Baptist Reiter im Linzer Schlossmuseum und im Nordico gemeinsam mit Elisabeth Nowak-Thaller. Seit 2012 ist Schultes auch vermehrt als Fotograf und Reiseleiter tätig und hält Vorträge im „Deep Space Live“ des Ars Electronica Center. Seit 2022 schreibt er für die Kirchenzeitung der Diözese Linz die Serie alt & kostbar. Er war mit der 2019 verstorbenen Kunsthistorikerin Ulrike Schultes-Harhammer verheiratet.

## Publikationen
- Der Anteil Österreichs an der Entwicklung der Plastik des Schönen Stils. Dissertation. Wien 1982.
- Schmuck-Zeichen am Körper. Ausstellungsführer, Linz 1987, ISBN 3-900746-04-4.
- Das Geburtshaus Anton Bruckners Ansfelden. Führer (= Kataloge des OÖ. Landesmuseums. Neue Folge, Nr. 18). Linz o. J. (1988), ISBN 3-900746-10-9.
- Bilder des Lebens. Johann Baptist Reiter und der Realismus des 19. Jahrhunderts (= Kataloge des OÖ. Landesmuseums. Neue Folge, Nr. 31). Linz/Schloss Grafenegg 1990.
- Mozart in Linz (= Kataloge des OÖ. Landesmuseums. Neue Folge, Nr. 46). Linz 1991, ISBN 3-900746-38-9.
- Die Sammlung Kastner. Teil 1: Mittelalter und Barock (= Kataloge des OÖ. Landesmuseums. Neue Folge, Nr. 53). Linz 1992, ISBN 3-900746-45-1.
- Der Meister des Kefermarkter Altars. Die Ergebnisse des Linzer Symposions (= Studien zur Kulturgeschichte von Oberösterreich. Folge 1). Linz 1993.
- Vom Biedermeier zum Impressionismus: Die Sammlung Pierer (= Kataloge des OÖ. Landesmuseums. Neue Folge, Nr. 97). Linz o. J. (1995), ISBN 3-900746-92-3.
- Die Sammlung Kastner. Band 2: Die Kunst des 19. Jahrhunderts (= Kataloge des OÖ. Landesmuseums. Neue Folge, Nr. 113). Linz o. J. (1997), ISBN 3-85474-009-3.
- Linzer Teppiche. Kostbares aus der Wollzeugfabrik. Linz 2000.
- mit Bernhard Prokisch: Gotik Schätze Oberösterreich. Katalog zu einem Ausstellungsprojekt des OÖ. Landesmuseums, Bibliothek der Provinz, Linz 2002, ISBN 3 85252 472 5.
- Die gotischen Flügelaltäre Oberösterreichs. Band 1: Von den Anfängen bis Michael Pacher. Bibliothek der Provinz, Linz 2002, ISBN 3-85252-473-3 (Eintrag beim Verlag).
- mit Norbert Loidol: Gotik Routen Oberösterreich. Reiseführer. Bibliothek der Provinz, Weitra 2002, ISBN 3 85474 084 0 bzw. ISBN 3 85252 479 2.
- mit Gerhard Winkler: Gotik Schätze Oberösterreich. Symposium im Linzer Schloss, Gesellschaft für Landeskunde, Linz 2003, ISBN 3-902299-31-2.
- Die gotischen Flügelaltäre Oberösterreichs. Band 2: Retabal und Fragmente bis Rueland Frueauf. Bibliothek der Provinz, Linz 2005, ISBN 3-85252-478-4 (Eintrag beim Verlag).
- Adalbert Stifter. Feldblumen. Bibliothek der Provinz, Weitra 2005, ISBN 3-85252-634-5 (Eintrag beim Verlag).
- Maximilian Liebenwein. Ein Maler zwischen Impressionismus und Jugendstil (= Kataloge des OÖ. Landesmuseums. Neue Folge, Nr. 48). Bibliothek der Provinz, Linz 2006, ISBN 3-85474-159-6 (Eintrag beim Verlag).
- mit Laima Bialopetraviciene: Gamtos ilgesys. Europos peizažai/Longing for Nature. European Landscapes. Lietuvos Dailes Muziejus/Lithunian Art Museum, Vilnius 2009.
- Sehnsucht Natur. Landschaften Europas. Bibliothek der Provinz, Linz 2009, ISBN 978-3-85474-206-7 (Eintrag beim Verlag).
- Die Schenkung Kastner. Teil 1: Mittelalter und Barock. Kataloge des OÖ. Landesmuseums N.S. 109, Linz 2010, ISBN 978-3-85474-232-6.
- Die Schenkung Kastner. Teil 2: Vom Biedermeier zum Expressionismus. Kataloge des OÖ. Landesmuseums, N.S. 110, Linz 2010, ISBN 978-3-85474-235-7.
- Linz – Gesichter einer Stadt. Bibliothek der Provinz, Weitra 2011, ISBN 978-3-85252-995-0 (Eintrag beim Verlag).
- Johann Baptist Reiter. Anton Pustet, Salzburg 2013, ISBN 978-3-7025-0718-3 (Eintrag beim Verlag).
- Pferde in der Kunst. Bibliothek der Provinz, Weitra 2017, ISBN 978-3-99028-667-8 (Eintrag beim Verlag).

## Buchbeiträge und Aufsätze
- Franziskanische Plastik. In: 800 Jahre Franz von Assisi. Franziskanische Kunst und Kultur des Mittelalters. Ausstellungskatalog. Krems 1982, S. 666–686.
- Eine gotische Figur des hl. Nikolaus aus Fuglau. In: Kamptal-Studien. Band 4, 1984, S. 155–160.
- Der Wiener Michaelermeister. In: Wiener Jahrbuch für Kunstgeschichte XXXVII. 1984, S. 41–66, 199–210.
- Die Kunst zur Zeit Albrechts II. In: Herzog Albrecht II. und die Kartause Gaming. Ausstellungskatalog. Gaming 1985, S. 130–135.
- Der Meister von Großlobming und die Wiener Plastik des Schönen Stils. In: Wiener Jahrbuch für Kunstgeschichte XXXIX. 1986, S. 1–40, 223–244.
- Zur Herkunft und kunstgeschichtlichen Stellung des Znaimer Altars. In: Österreichische Zeitschrift für Kunst und Denkmalpflege XLII. 1987, S. 14–37.
- Gotische Plastik. In: St. Michael. Stadtpfarrkirche und Künstlerpfarre von Wien 1288–1988, Historisches Museum der Stadt Wien, 113. Sonderausstellung, Wien 1988, S. 138–149
- Mittelalterliche Plastik im Mühlviertel. In: Das Mühlviertel. Natur. Kultur. Leben. Ausstellungskatalog. Schloss Weinberg, 1988, S. 381–392 (zobodat.at [PDF]).
- Prag und Wien um 1400, Plastik und Malerei. In: Prag um 1400. Der Schöne Stil. Böhmische Malerei und Plastik in der Gotik. Ausstellungskatalog. Wien 1990.
- Der Meister von Großlobming und Hans von Judenburg – Zeit- und Individualstil um 1400. In: Internationale Gotik in Mitteleuropa (Kunsthistorisches Jahrbuch Graz 24, 1990), S. 253–268.
- Plastiky v chrámu sv. Štepána – Od Rudolfa IV. k Maximiliánovi I.’ In: Vídeňská Gotika: Sochy, sklomalby a architektonická plastika z dómu sv. Štěpána ve Vídni. Ausstellungskatalog. Wien 1991, S. 77–90.
- Unser und des Reichs Bildhauer. Einige Aspekte des Mäzenatentums Kaiser Friedrichs III. In: Kunstjahrbuch der Stadt Linz 1992/93. S. 160–181.
- Mittelalterliche Plastik in und um Steyr. In: Rudolf Koch, Bernhard Prokisch: Stadtpfarrkirche Steyr. Baugeschichte und Kunstgeschichte. Verlag Ennsthaler, Steyr 1993, S. 61–98.
- Entdeckte Wirklichkeit. Proto-Genretendenzen in der spätmittelalterlichen Kunst Oberösterreichs. In: Lebenswelten-Alltagsbilder (= Kataloge des OÖ. Landesmuseums. 63). Linz 1993, S. 11–22.
- Ein zweiter Seneca. Die Bruckner-Büste Victor Tilgners im Rahmen des neuzeitlichen Geniekults. In: Bruckner Symposion Musikstadt Linz – Musikland Oberösterreich. Im Rahmen des Internationalen Brucknerfestes Linz 1990, 19.–23. September 1990, Linz 1993, S. 47–56.
- Eine Johannesschüssel in Stift Kremsmünster. In: Wiener Jahrbuch für Kunstgeschichte XLVI/XLVII. 1993/94, S. 657–662, 863–866.
- Der Meister von Großlobming und die österreichische Kunst des späten 14. Jahrhunderts. In: Arthur Saliger: Der Meister von Großlobming. 181. Wechselausstellung der Österreichischen Galerie. Wien 1994, S. 31–43.
- Der Skulpturenfund von Buda und der Meister von Großlobming. In: Josef Macek, Ernő Marosi, Ferdinand Seibt: Sigismund von Luxemburg. Kaiser und König in Mitteleuropa 1387–1437. Fahlbusch, Warendorf 1994, S. 293–306.
- Die Pietà von Celje und eine Gruppe von Vesperbildern des Schönen Stils. In: Janez Höfler (Hrsg.): Gotika v Sloveniji – Gotik in Slowenien – Il gotico in Slovenia. Nastajanje kulturnega prostora med Alpami, Panonijo in Jadranom – Vom Werden des Kulturraumes zwischen Alpen, Pannonien und Adria – Sulla formazione dello spazio culturale tra le Alpi, la Pannonia e l Adriatico. Ljubljana 1995, S. 173–181.
- Die Kunst am Hof Friedrichs III. In: blickpunkte. Kulturzeitschrift Oberösterreich, 46. Jg., Heft 2/1996, S. 8–17.
- Zur Kunst der oberösterreichischen Eisenwurzen, Vom 8. bis zum 18. Jahrhundert. In: Land der Hämmer. Heimat Eisenwurzen. Ausstellungskatalog. Salzburg 1998.
- Zeichnung in Oberösterreich vom Mittelalter bis zum Zweiten Weltkrieg. In: Die Kunst der Linie. Möglichkeiten des Graphischen. Ausstellungskatalog (= Kataloge des OÖ. Landesmuseums. 145). Linz 1999.
- Die Selbstdarstellung des Künstlers zwischen Romantik und Expression. In: Uwe Harten, Elisabeth Maier, Andrea Harrandt, Erich W. Partsch (Hrsg.): Bruckner Symposion. Künstler-Bilder. Bericht. Im Rahmen des Internationalen Brucknerfestes Linz 1998. Linz 2000, S. 139–170.
- Ein Land in Bildern. Neue Einsichten zu alten Ansichten. In: Von Ansicht zu Ansicht. Oberösterreich in historischen Ortsansichten. Ausstellungskatalog (= Kataloge des OÖ. Landesmuseums. 148). Linz 2000.
- Die Plastik – Vom Michaelermeister bis zum Ende des Schönen Stils. In: G. Brucher (Hrsg.): Gotik (= Geschichte der Bildenden Kunst in Österreich. Band II). München / London / New York 2000, S. 344–396.
- Gotische Plastik in und um Krems. In: 1000 Jahre Krems – am Fluß der Zeit (= Die Vorträge des 15. Symposions des NÖ. Instituts für Landeskunde Krems an der Donau, 3. bis 6. Juli 1996, Studien und Forschungen aus dem NÖ Institut für Landeskunde. Band 24). St. Pölten 2001, S. 85–120.
- Podzim stredoveku – cisarské umení za Friedricha III. /Herbst des Mittelalters – Kaiserliche Kunst zur Zeit Friedrichs III. In: Podsim Stredoveku (The Waning of the Middle Ages) Moravská galerie v Brne. 2001, S. 71–87.
- Der Meister von Mondsee. Neue Beobachtungen zu einem bedeutenden Künstler des Spätmittelalters. In: Belvedere. Zeitschrift für bildende Kunst. Heft 1/2001, S. 4–12.
- Neue Erkenntnisse über den Meister von Kefermarkt. In: Herbert Kalb, Roman Sandgruber (Hrsg.): Festschrift Rudolf Zinnhobler zum 70. Geburtstag. Linz 2001, S. 293–325.
- Zur Skulptur des Braunauer Bäckeraltares. In: Der Braunauer Bäckeraltar (= Bedeutende Kunstwerke. Gefährdet – konserviert – präsentiert. 16). Österreichische Galerie, Wien 2001, S. 10 f.
- „Der arme Maler“. Zur sozialen Lage der bildenden Künstler im Wiener Biedermeier. In: Studien zur Musikwissenschaft. Beihefte der Denkmäler der Tonkunst in Österreich. 50. Band, Tutzing 2002, S. 59–80.
- Il dolce stile a Salisburgo e nella Stiria. In: Il Gotico nelle Alpi 1350–1450. Ausstellungskatalog. Trento 2002, S. 390–399.
- Plastik vom Ende des Schönen Stils bis zum Beginn der Renaissance. In: Artur Rosenauer (Hrsg.): Spätmittelalter und Renaissance (= Geschichte der Bildenden Kunst in Österreich. Band III). München / Berlin / London / New York 2003, S. 301–366.
- Vorbild Antike –Ihr Fortleben in Mittelalter und Neuzeit. In: Worauf wir stehen. Archäologie in Oberösterreich. Ausstellungskatalog. Linz 2003, S. 233–244.
- Die Reiter von Mauerkirchen und das Bild des Ritters um 1300. In: Festschrift Gerhard Winkler zum 70. Geburtstag (= Jahrbuch des Oberösterreichischen Musealvereines. Band 149). Linz 2004, S. 403–434 (zobodat.at [PDF]).
- Polen und Österreich im 15. Jahrhundert – Facetten einer künstlerischen Beziehung. In: E. Werner (Hrsg.): Die Länder der Böhmischen Krone und ihre Nachbarn zur Zeit der Jagiellonenkönige (1471–1526). Kunst – Kultur – Geschichte. Jan Thorbecke, Ostfildern 2004, S. 421–432.
- Das Relief der Geburt Christi aus Freistadt/Hlohovec, die Wiener Burgkapellenfiguren und die Skulpturen des Kaschauer Hochaltars. In: Galéria – Ročenka Slovenskej Národnej galérie v Bratislave 2004–2005, S. 247–264.
- Der Dichter als Maler. In: Weltkunst. Die Zeitschrift für Kunst und Antiquitäten. Heft 10/2005, S. 60f.
- Der Aggsbacher Marientod und das Frühwerk von Veit Stoss. In: Adam Organisty (Hrsg.), Dobrosława Horzela (Hrsg.): Wokół Wita Stwosza: materiały z międzynarodowej konferencji naukowej w Muzeum Narodowym w Krakowie, 19– 22 maja 2005. Kraków 2006, S. 53–61.
- Adalbert Stifter als Zeichner und Maler. In: Jahrbuch des Oberösterreichischen Musealvereines. Band 152. Linz 2007, S. 237–300 (zobodat.at [PDF]).
- Zur künstlerischen Herkunft und Wirkung Thomas Schwanthalers. In: Der Bundschuh. Heimatkundliches aus dem Inn- und Hausruckviertel. 10, 2007, S. 19–36.
- Karl Buchta – Porträtist einer Epoche. In: Fritz Fellner (Hrsg.): Karl Buchta. Vom Schildermaler zum Porträtisten 1861–1928. Mühlviertler Schlossmuseum, Freistadt 2008, S. 36–43.
- Kunstlandschaft Salzkammergut – ein Streifzug. In: Roman Sandgruber (Hrsg.): Salzkammergut. OÖ. Landesausstellung 2008. Linz 2008, S. 127–135.
- Johann Baptist Wengler. Ein Innviertler unter Indianern. In: Go West. Ausstellungskatalog. Kunsthalle Krems 2008, S. 29–39.
- Kunst in Oberösterreich zur Zeit Bruckners. In: Bruckner Tagung: Der junge Bruckner, Stift St. Florian, 15.–18. September 2005. Linz 2008, S. 89–116.
- Vom „Ritter“ von St. Florian zum Steyrer Figurenzyklus. Prag und Oberösterreich im 14. Jahrhundert. In: Prag und die großen Kulturzentren Europas in der Zeit der Luxemburger (1310–1437). Internationale Konferenz aus Anlaß des 660. Jubiläums der Gründung der Karlsuniversität in Prag, 31. März – 5. April 2008. Praha 2008, S. 345–374.
- Der Zwettler Altar und sein(e) Meister – eine Bilanz / Světelský oltář a jeho mistr/ři – bilance. In: Světelský oltář v kontextu pozdně gotického umění střední Evropy. Sborník příspěvků přednesených na mezinárodním sympoziu konaném na zámku v Mikulově 20. a 21. června 2007 = Zwettler Altar im Kontext der spätgotischen Kunst Mitteleuropas. Sammelband von Referaten zum internationalen Symposium, dass (sic!) im Schloss Mikulov am 20. und 21. Juni 2007 stattfand, Brno/Mikulov 2008, S. 83–102.
- Die Kunst der Renaissance in Oberösterreich. In: Karl Vocelka, Rudolf Leeb, Andrea Scheichl (Hrsg.): Renaissance und Reformation. OÖ. Landesausstellung 2010. Linz 2010, S. 81–95.
- Auf den Spuren der Romanik. In: Roman Sandgruber: Wir Oberösterreicher. Ein Streifzug durch die Geschichte unseres Landes. Linz 2010, S. 60–63.
  - Land der Flügelaltäre, ebenda, S. 70–77.
  - Rundgang durchs Barockland, ebenda, S. 112–121.
  - Reise durch das Biedermeier, ebenda, S. 134–139.
- Renaissance in Oberösterreich. In: Roman Sandgruber: Wir Oberösterreicher. Höhepunkte aus unserer Landesgeschichte – Die Fortsetzung. Linz 2011, S. 52–57.
  - Historismus in Oberösterreich, ebenda, S. 72–75.
  - Jugendstil und Sezession, ebenda, S. 82–85.
- Jurist und Sammler. Die Schenkung Kastner im Linzer Schlossmuseum. In: PARNASS. 3/2010, S. 124–126.
- Thomas Schwanthaler. Sein Leben, seine Kunst, seine Bedeutung. In: PARNASS. 4/2010, S. 42–48.
- Die thronende Madonna aus Stift Nonnberg. In: Peter Husty, Peter Laub (Hrsg.): Ars sacra. Kunstschätze des Mittelalters aus dem Salzburg Museum. Salzburg 2010, S. 175–180.
- Die Madonna von Stift Rein – Versuch einer Neubewertung. In: Segmente. Schriften des Reiner Kreises Nr. 14. Zum Gedenken an hwst. Abt Petrus Steigenberger. Rein 2011, S. 124–144.
- Die Madonna im Wochenbett im Stift St. Florian. In: Jahrbuch des Oberösterreichischen Musealvereines. Band 156, Linz 2011, S. 49–73 (zobodat.at [PDF]).
- Ein Apostelaltar des Meisters S. H. In: Historia Artis Magistra. Ljubljana 2012, S. 261–268.
- Der Maler Hans von Judenburg. In: Marjeta Ciglenečki, Polona Vidmar (Hrsg.): Art and Architecture around 1400. Global and Regional Perspectives. Maribor 2012, S. 209–217.
- Was bleibt vom Kefermarkter Meister? In: Festschrift für Walter Aspernig zum 70. Geburtstag (= Jahrbuch des Oberösterreichischen Musealvereines. Band 157). Linz 2012, S. 227–241 (zobodat.at [PDF]).
- Linz – Die Barockstadt. In: Karl Möseneder, Michael Thimann, Adolf Hofstetter (Hrsg.): Barocke Kunst und Kultur im Donauraum. Band 2, Petersberg 2014, S. 615–631.
- Dies Bildnis ist bezaubernd schön … Porträtierte Schönheit. In: Gerda Ridler (Hrsg.): Mythos Schönheit. Facetten des Schönen in Natur, Kunst und Gesellschaft. Ausstellungskatalog. Oberösterreichisches Landesmuseum. Hatje Cantz Verlag, Ostfildern 2015, ISBN 978-3-7757-3984-9, S. 151–169.
  - Ein schöner Leib, den alle Lippen preisen! ebenda, S. 179–199.
  - Ist’s nicht eine schöne Welt? ebenda, S. 200–217.
- … ein neuer Adam … Der nackte Christus im Linzer Schlossmuseum. In: Festschrift für Georg Heilingsetzer zum 70. Geburtstag. In: Jahrbuch der Gesellschaft für Landeskunde und Denkmalpflege Oberösterreich. Jahrgang 160, Linz 2015, S. 455–489 (zobodat.at [PDF]).
- Die Skulpturen des Südchors. In: Mario Schwarz (Hrsg.): Die Wiener Hofburg im Mittelalter. Von der Kastellburg bis zu den Anfängen der Kaiserresidenz. Wien 2015, S. 271–275.
- Anton Bruckner in der zeitgenössischen Kunst. Gedanken zu Renate Grasbergers Bruckner-Ikonographie. In: Andreas Lindner, Klaus Petermayr (Hrsg.): Bruckner Tagung: Bruckner und Oberösterreich? – Anton Bruckners Bedeutung für die Gegenwart. Linz 2015, S. 161–212.
- Das Linzer Schloss. Von den Anfängen bis zum Ende der Monarchie. In: Gerda Ridler (Hrsg.): Schlossmuseum Linz. Schätze aus Oberösterreich. Linz 2016, S. 12–37.
  - Kunstgeschichte. ebenda, S. 213–217.
  - Kunstgewerbe. ebenda, S. 218–221.
- Pferde in der Kunst. In: Mensch & Pferd, Kult und Leidenschaft, OÖ. Landesausstellung 2016. Ausstellungskatalog. Linz 2016, S. 241–253.
- Der Wiener Michaelermeister in Prag? In: Ecclesia docta – Společenství ducha a umění. K životnímu jubileu proferora Jiřího Kuthana (= Historia et historia artium. Vol. XXIII). Univerzita Karlova v Praze, 2016, S. 330–348.
- Drei Madonnen – Drei Meisterwerke. Höhepunkte früher habsburgischer Hofkunst. In: Österreichische Zeitschrift für Kunst und Denkmalpflege LXX. Heft 3/4, 2016, S. 318–327.
- Der Tod und das Mädchen – Bia oder Maria de’ Medici? In: Mitteilungen der Gesellschaft für vergleichende Kunstforschung in Wien, 69. Jg., Nr. 1/2, Februar 2017, S. 1–6.
- Über das Sammeln. In: Petra-Maria Dallinger, Georg Hofer und Bernhard Judex (Hrsg.): Kunst und Kitsch im Archiv (= Archiv im Stifterhaus. Band 3). StifterHaus, Linz 2017, S. 11–19.
- Barock boomt. In: EuroJournal. Heft 2/2017, S. 4–6 und Heft 4/2017, S. 8 f.
- Zum Frühwerk Franz Xaver Bobleters. In: Jahrbuch der Gesellschaft für Landeskunde und Denkmalpflege Oberösterreich. Jahrgang 162, Linz 2017, S. 193–244 (zobodat.at [PDF]).
- Vom Ruhm zum Vergessen? In: Anton Bruckner Institut Linz (Hrsg.): Mitteilungen. Nr. 21, Juli 2018, S. 16 f.
- Ein unbekanntes Jugendbildnis Karl Schiedermayrs. In: Anton Bruckner Institut Linz (Hrsg.): Mitteilungen. Nr. 21, Juli 2018, S. 18 f.
- Religiöse Kunst des 19. Jahrhunderts in Mitteleuropa – Tendenzen und Entwicklungen. In: Andrea Harrandt (Hrsg.): Tendenzen der Kirchenmusik im 19. Jahrhundert in Mitteleuropa (= Publikationen des Instituts für Österreichische Musikdokumentation. Band 40, hrsg. von Thomas Leibnitz). Hollitzer Verlag, Wien 2018, S. 181–215.
- Von der Wiege bis zum Grab – Heimat in der Kunst. In: Heimat? Ringvorlesung. Hrsg. vom OÖ. Landesarchiv, Linz 2018, S. 191–260.
- Das Grabmal des Kaisers – Eine Odyssee. In: Mitteilungen der Gesellschaft für vergleichende Kunstforschung in Wien. Jahrgang 71, Nr. 1/2, Februar 2019, S. 1–16.
- Ährenkleidmaria und Anbetung der Könige. Zur besonderen Ikonografie des Altars von Mondsee. In: Stella Rollig, Veronika Pirker-Aurenhammer (Hrsg.), Im Blick: Der Meister von Mondsee. Belvedere, Wien 2020, S. 69–78.
- Schule und Lehrer in der Kunst. In: Andreas Lindner, Klaus Petermayr (Hrsg.): Bruckner-Symposion 2017: Schullehrer als Träger der ländlichen Musikpflege von der theresianischen Schulreform bis zum Ende der Monarchie. Anton Bruckner Institut Linz, Linz 2020, S. 285–333.
- Die bildende Kunst unter Friedrich III. und Maximilian I. In: Barbara Eisner-B und Kuno Erich Mayer (Hrsg.): Wir Friedrich III. & Maximilian I. Ihre Welt und ihre Zeit, Benediktinerstift Admont 2021, S. 68–83.
- Humoris Causa. Witz und Ironie in der Malerei des 19. Jahrhunderts. In: Nicole Wegscheider, Hannes Etzlstorfer (Hrsg.): Carl Kronberger. Genrekunst zwischen Moden und Zeiten. Mühlviertler Schlossmuseum, Freistadt 2021, S. 76–101.
- Die Grabmäler der Schaunberger in der Stiftskirche von Wilhering. In: Zisterzienserstift Wilhering (Hrsg.): Stift Wilhering. Beiträge zur Geschichte, Kunst und Spiritualität. Linz 2021, S. 181–217.
- Hübsch? reich? lieb? Bruckner und das Frauenideal seiner Zeit. In: Andreas Lindner, Klaus Petermayr (Hrsg.): Bruckner Symposion Anton Bruckner und die Frauen. Brucknerhaus Linz, 4. und 5. Oktober 2019, Linz 2021, S. 65–115.
- Der Schmerzensmann von Wiener Neustadt und das „Grabmaal“ Niclaus Gerhaerts. In: Martina Pippal, Carmen Rob-Santer, Guido Messling, Veronika Pirker-Aurenhammer (Hrsg.): Wiens erste Moderne. Visuelle Konstruktion und Identitäten im 15. Jahrhundert. Internationale Tagung zu den Bildkünsten In Wien zwischen dem Meister von Heiligenkreuz und Lucas Cranach (= Jahrbuch des Kunsthistorischen Museums Wien. Band 22). Wien/Köln 2023, S. 261–271.
- Musik im Salon. Hauskonzerte im Biedermeier. In: Elisabeth Hilscher (Hrsg.): Vivat Amicitia! Der Freundes- und Bekanntenkreis Benedikt Randhartingers. XI. Internationale musikwissenschaftliche Tagung 5. bis 7. Oktober 2018 (= Publikationen des Instituts für österreichische Musikdokumentation 44). Wien 2023, S. 137–158.
- Die Linzer Dreifaltigkeitssäule – ein Hauptwerk Josef Anton Pfaffingers? In: Alexandra Hylla (Hrsg.): Barockberichte 69/70. Informationsblätter zur bildenden Kunst des 17. und 18. Jahrhunderts, Gedenkschrift für Regina Kaltenbrunner. Salzburg 2023, S. 213–224.
- Zur Ausstattung der Kirchen von Pesenbach und Feldkirchen. In: Willibald Mayrhofer, Katharina Fleischer, Gernot Krondorfer, Roland Forster, Lothar Schultes, Bernhard Prokisch: Feldkirchen an der Donau – Streifzug in die Vergangenheit. Linz 1923, ISBN 978-3-902801-48-7, S. 67–93.
- Der Altar von Schloss Tirol – Flügelaltar und Reliquienschrein. In: Laura Resenberg, Karl C. Berger, Leo Andergassen (Hrsg.): Der Altar von Schloss Tirol im Focus. Kunsttechnologie, Geschichte. Ikonographie. Innsbruck 2023, ISBN 978-3-7030-6614-6, S. 15–29.
- Die „Ritter“ von St. Florian – Versuch einer Neubewertung. In: Jahrbuch der Gesellschaft für Landeskunde und Denkmalpflege Oberösterreich. Jahrgang 168, Linz 2023, ISBN 978-3-902299-78-9, S. 67–114.
- Rezension von:  Barbara Schedl und Franz Zehetner (Hrsg.): St. Stephan in Wien. Die "Herzogswerkstatt", Wien 2022. In: Jahrbuch der Gesellschaft für Landeskunde und Denkmalpflege Oberösterreich. Jahrgang 168, Linz 2023, S. 471–489.
- Neues zur Linzer Dreifaltigkeitssäule. In: Mitteilungen der Gesellschaft für Landeskunde und Denkmalpflege Oberösterreich, 54. Jg., H. 1. März 2024, S. 8–11.
- Ein Dom wie kein anderer. Zur Ideen- und Kunstgeschichte des Mariendoms. In: Der Mariendom Linz. Glaube, Gesellschaft, Kunst, Kultur. Herausgegeben von Pro Mariendom aus Anlass 100 Jahre Domweihe 1924–2014, Wagner Verlag, Linz 2024, ISBN 978-3-903040-78-6, S. 110–117.
- Der Znaimer Altar – ein Hauptwerk des frühen Realismus. In: Heidrun Stein-Kecks, Benno Baumbauer, Christian Forster, Wilfried Franzen (Hrsg.): Grenzüberschreitungen: Spätmittelalterliches Kunstschaffen in West-Ost-Mittel-Europa. Festschrift für Markus Hörsch. Studia Jagellonica Lipsiensia 24, Dresden 2024, S. 138–157.
- Die Maria-Geburtskirche in Zettwing / Cetviny und ihre Ausstattung. In: Jahrbuch der Gesellschaft für Landeskunde und Denkmalpflege Oberösterreich, Jahrgang 169, Linz 2024, ISBN 978-3-902299-79-6, S. 169–202.
- Die Madonna von Schlierbach und die Wiener „Minoritenwerkstatt“. In: Pro re. Festschrift für Bernhard Prokisch, Veröffentlichungen des Instituts für Numismatik und Geldgeschichte Bd. 27, Wien 2024, S. 385–396.
- Mit Sinn für das Außergewöhnliche. Kunst des 19. Jahrhunderts in der Sammlung Hauser. In: Hemma Schmutz, Elisabeth Nowak-Thaller (Hrsg.): Cool. Sammlung Erwin Hauser, Lentos Kunstmuseum. Linz 2025, ISBN 978-3-9503134-8-2, S. 230–297.

## Kunstprojekte (Auswahl)
- Kunst und Wunder (10-teiliges Objekt, 1999, im Besitz des Künstlers)
- Rosenzeit (temporäres Objekt, ausgestellt in Bad Hall 2005 und Freistadt 2016)
- Linz blutet (November 2006, eingereicht für Linz 09, nicht ausgeführt)
- Lichtstiege (12. März 2008, eingereicht für Linz 09, nicht ausgeführt)
- Wasservorhang II (Projekt für die Linzer Eisenbahnbrücke, eingereicht für Linz 09, nicht ausgeführt)

## Ausstellungen als Künstler (Auswahl)
- Aus dem Verborgenen (Linz, Oberbank, 1999)
- Verwandlungen (Freistadt, Schlossmuseum, 2016)
- Metamorphosen (Bad Hall, Forum Hall, 2017; Linz, Kulturverein Besser Leben, 2018)
- Retrospektive – 50 Jahre für die Kunst. Fotografien. Malereien. Grafiken. Skulpturen. Keramiken. Objekte (Linz, GALERIE-halle Waltraut Scheutz 2022)

## Auszeichnungen
Goldenes Ehrenzeichen für Verdienste um die Republik Österreich (2023)